# João Henrique de Andrade Amaral
João Henrique de Andrade Amaral, noto semplicemente come Andrade (San Paolo, 13 ottobre 1981), è un ex calciatore brasiliano, di ruolo centrocampista.

## Palmarès

### Club

#### Competizioni nazionali
- Campionato brasiliano: 1

Santos: 2002
- Campeonato Brasileiro Série B: 1

Coritiba: 2010

#### Competizioni statali
- Campionato Pernambucano: 3

Santa Cruz: 2005
Sport Recife: 2008, 2009
- Campionato Paranaense: 1

Coritiba: 2010